# Денби, Дэвид
Дэвид Денби (англ. David Denby; р. 1943, Нью-Йорк, США) — американский журналист, кинокритик журнала The New Yorker.

## Биография
В 1965 году окончил Колумбийский университет. Начал профессиональную карьеру в начале 1970-х, будучи студентом факультета коммуникаций Стэнфордского университета и последователем кинокритика Полин Кейл. Сначала работал для журналов The Atlantic, The Boston Phoenix и New York. Первая статья в The New Yorker вышла в 1993 году, с 1998 года начал работать в качестве штатного обозревателя и кинокритика. Также его статьи и эссе публиковались в The New Republic и The New York Review of Books.
Автор нескольких книг — «Great books», «Snark», «Lit up», «American sucker».
Женат, двое детей.

## Сочинения
- Библиография Дэвида Денби[англ.]